# Odochilus syntheticus
Odochilus syntheticus är en skalbaggsart som beskrevs av Edgar von Harold 1877. Odochilus syntheticus ingår i släktet Odochilus och familjen Aphodiidae. Inga underarter finns listade i Catalogue of Life.